# Gare de Dieulouard
La gare de Dieulouard est une gare ferroviaire française de la ligne de Frouard à Novéant, située sur le territoire de la commune de Dieulouard dans le département de Meurthe-et-Moselle en région Grand Est.
Elle est mise en service en 1850 par la Compagnie du chemin de fer de Paris à Strasbourg qui devient la Compagnie des chemins de fer de l'Est en 1854. C'est une gare de la Société nationale des chemins de fer français (SNCF) desservie par des trains TER Grand Est.

## Situation ferroviaire
Établie à 186 m d'altitude, la gare de Dieulouard est située au point kilométrique (PK) 355,400 de la ligne de Frouard à Novéant, entre les gares de Belleville et de Pont-à-Mousson.

## Histoire
La station de Dieulouard est mise en service le 10 juillet 1850 par la Compagnie du chemin de fer de Paris à Strasbourg, lorsqu'elle ouvre à l'exploitation la relation de Nancy à Metz par l'embranchement vers Metz de sa ligne de Paris à Strasbourg.
Le bâtiment voyageurs, construit par l’architecte Léon Charles Grillot, est constitué de deux parties dont la différence de style témoigne du même type d'agrandissement que la gare de Marbache. Cependant, la décoration des façades était plus élaborée, notamment une corniche à consoles ouvragées surplombant une résille de bois.
- Le bâtiment d'origine est une gare de 4e classe : un bâtiment étroit à deux étages sous toit en bâtière comportant quatre travées (trois à l'origine[4]) avec un bandeau de pierre de taille séparant les deux étages et des pilastres entre chaque travée[3]. La partie où se trouve la dernière travée est plus étroite.
- un bâtiment bas, nettement plus large et accolé au premier, de trois travées sous toiture à croupes[4] avec un soubassement en pierre et plusieurs détails typiques des gares modernes de la Compagnie de l'Est. Un raccord d'une travée, plus étroit côté relie les deux parties. Ce raccord est peut-être le vestige d'une aile de service accolée au bâtiment[3].

Les travées du rez-de-chaussée sont à arc en plein cintre et les corniches sont en bois avec des motifs élaborés (en partie disparus au fil du temps). Une annexe moderne a été accolée au bâtiment, sans doute lors de l'électrification et de la mise à quatre voies.
Dans les années 2010, les abords de la gare ont été rénovés avec agrandissement du parking et déplacement de l'ancien locotracteur industriel Moyse qui est exposé comme monument devant la gare depuis plusieurs années.

## Fréquentation
De 2015 à 2024, selon les estimations de la SNCF, la fréquentation annuelle de la gare s'élève aux nombres indiqués dans le tableau ci-dessous.
| Année     | 2015    | 2016    | 2017    | 2018    | 2019    | 2020   | 2021   | 2022    | 2023    | 2024    |
| --------- | ------- | ------- | ------- | ------- | ------- | ------ | ------ | ------- | ------- | ------- |
| Voyageurs | 114 246 | 107 485 | 111 942 | 109 715 | 121 260 | 75 076 | 84 166 | 113 680 | 129 235 | 133 395 |

## Service des voyageurs

### Accueil
Gare SNCF, elle disposait d'un bâtiment voyageurs, avec guichet. Elle est maintenant uniquement équipée d'automates pour l'achat de titres de transport. C'est une gare « ACCES TER LORRAINE METROLOR » disposant d'aménagements, d'équipements et services pour les personnes à la mobilité réduite (ascenseurs).

### Desserte
Dieulouard est desservie par les trains TER Grand Est qui effectuent des missions entre les gares de Nancy-Ville et de Metz-Ville, ou de Luxembourg.

### Intermodalité
Le stationnement des véhicules est possible à proximité du bâtiment voyageurs.

## Service des marchandises
La gare de Dieulouard est ouverte au trafic fret par wagon isolé.